# Station Poznań Karolin
Station Poznań Karolin is een spoorwegstation in de Poolse plaats Poznań.